# Glasersberg
Glasersberg ist eine Wüstung auf dem Gemeindegebiet der kreisfreien Stadt Nürnberg (Mittelfranken, Bayern).

## Geographische Lage
Die Einöde samt Steinbruch befand sich inmitten der Forst Kleinschwarzenlohe. Unmittelbar südöstlich führt die Bundesautobahn 6 vorbei. Der Glasersberg ist Teil des Landschaftsschutzgebiets Worzeldorfer Berg–Glasersberg (LSG-00536.03).

## Geschichte
1347 wurde Heinrich von Kornburg durch König Karl IV. der Glasersberg, der damals noch Kornberg hieß, einschließlich des Waldes und der Steinbrüche als Reichslehen bestätigt.
Der Glasersberg wurde als Steinbruch genutzt. Spätestens ab 1840 entstand für die Arbeiter eine kleine Siedlung, die zu dieser Zeit Steinberg genannt wurde. Die Siedlung befand sich auf dem Gemeindegebiet von Kleinschwarzenlohe. Nach 1892, jedoch vor 1904 wurde Glasersberg nach Worzeldorf (Bezirksamt Schwabach) umgemeindet. Nach 1902 wurde Glasersberg nicht mehr als Ortsteil aufgelistet. Am 1. Juli 1972 wurde die Gemeinde Worzeldorf im Zuge der Gebietsreform in Bayern nach Nürnberg eingegliedert.

### Einwohnerentwicklung
| Jahr      | 001840 | 001861 | 001871 | 001885 | 001900 |
| Einwohner | 13     | 13     | 3      | 3      | 5      |
| Häuser    | 5      |        |        | 1      | 1      |
| Quelle    | [ 6 ]  | [ 7 ]  | [ 8 ]  | [ 9 ]  | [ 10 ] |

## Wanderwege
Die Gegend ist durch zahlreiche Wanderwege erschlossen. Gleich drei Routen der Jakobswege in Franken verlaufen in der Nähe (Prag-Rothenburg ob der Tauber, Nürnberg-Bodensee und Nürnberg-Eichstätt). Weiter Fernwanderweg sind der Dr.-Fritz-Linnert-Weg und Parsifal-Weg. Ebenso der Rund-Fernwanderweg Bethang rund um NürnBErg, FürTH und ErlANGen.

## Religion
Die Einwohner evangelisch-lutherischer Konfession waren nach St. Nikolaus (Kornburg) gepfarrt.

## Weblink
- Glasersberg in der Ortsdatenbank von bavarikon, abgerufen am 19. August 2021.